# Голдовский сельсовет
Голдовский сельсовет (белор. Голдаўскі сельсавет) — упразднённая административная единица на территории Лидского района Гродненской области Белоруссии.

## История
В 2009 году деревня Поречаны перешла в состав Тарновского сельсовета.
В 2013 году сельсовет был упразднён, населённые пункты вошли в состав Ходоровского сельсовета.

## Состав
Голдовский сельсовет включал 10 населённых пунктов:
- Бобры — деревня.
- Великое Село — деревня.
- Голдово — агрогородок.
- Зиновичи — деревня.
- Игнатковцы — деревня.
- Лесники — деревня.
- Малыши — деревня.
- Семашки — деревня.
- Ходюки — деревня.
- Цвербуты — деревня.